# Savers

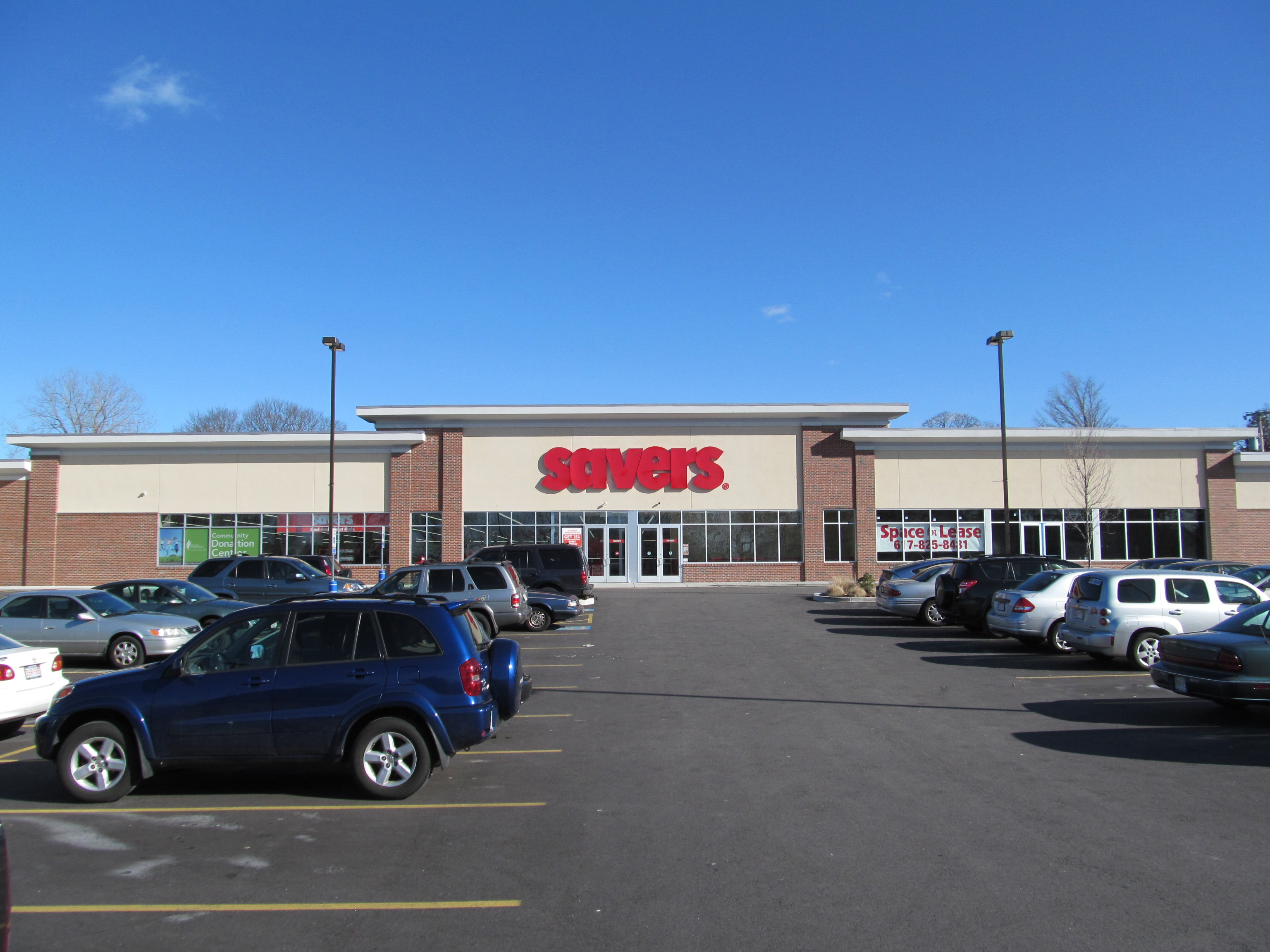
Savers in Boston, Massachusetts

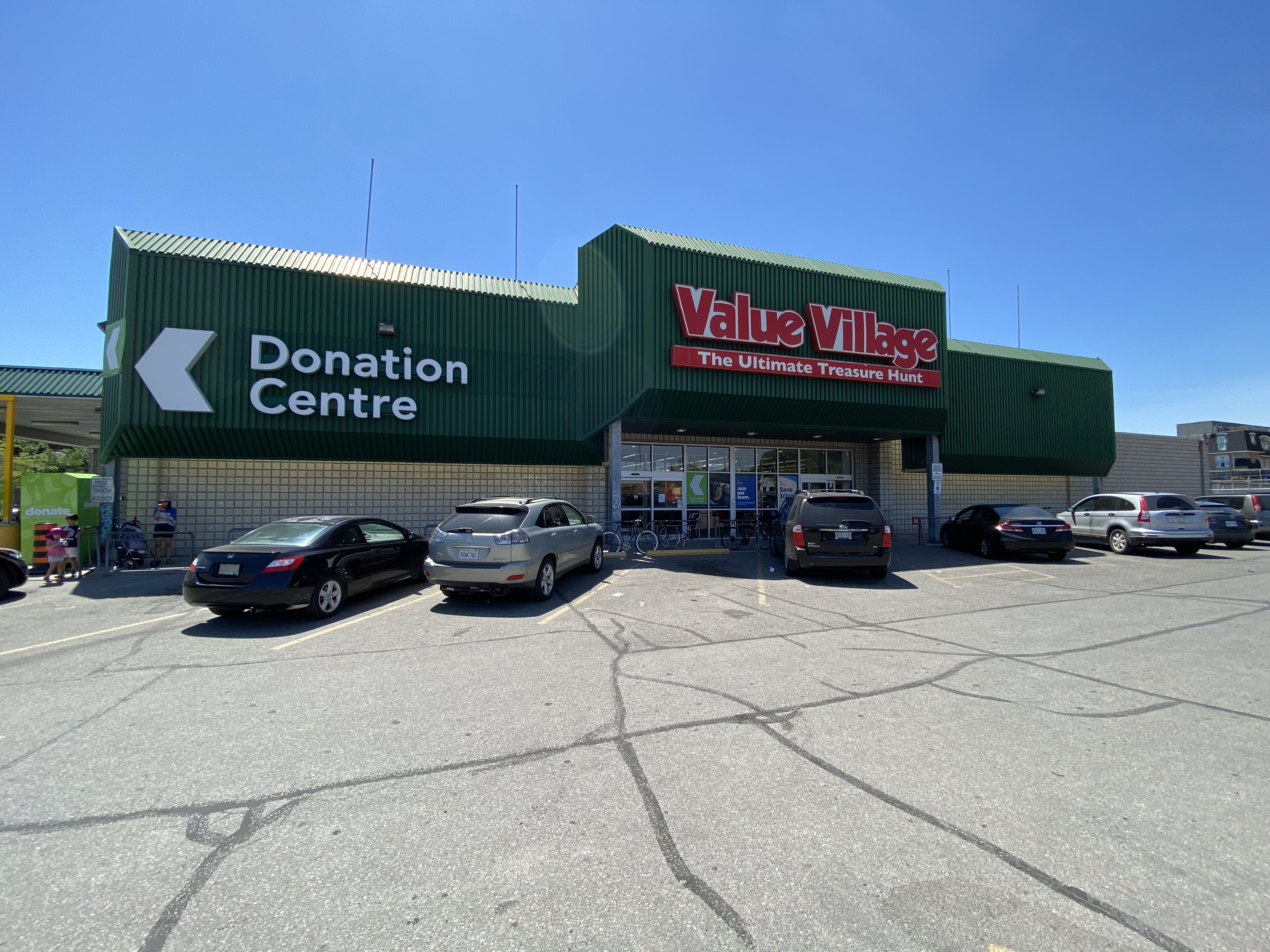
A Value Village in Bloor Street, Toronto, Canada

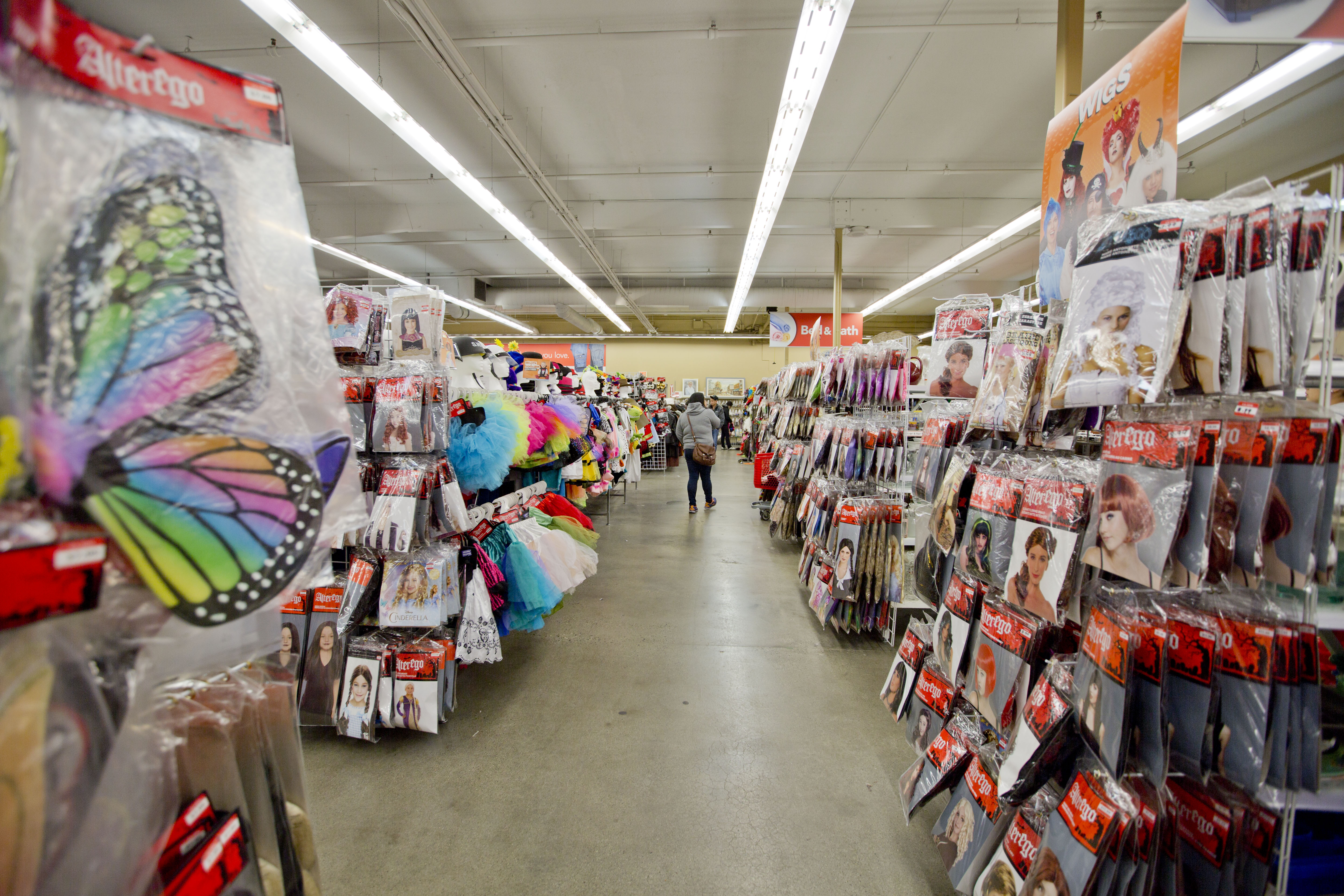
Value Village interior

Savers, Inc. com sede em Bellevue, Washington, EUA, é um varejista brechó privado com fins lucrativos que oferece mercadorias em segunda mão. Uma empresa internacional, a Savers tem mais de 315 locais nos Estados Unidos da América, Canadá e Austrália e recebe suas mercadorias pagando dinheiro a organizações sem fins lucrativos por roupas e utensílios domésticos doados. Savers é conhecida como Value Village no [[Pacífico Noroeste, área metropolitana de Baltimore, e na maior parte do Canadá, e Village des Valeurs em Quebec. As lojas Chicago e alguns locais na área metropolitana de Washington, DC estão sob o nome Unique.